# 巴特伊施尔新教教堂
巴特伊施尔新教教堂（Evangelische Pfarrkirche Bad Ischl）又名和平教堂（Friedenskirche genannt），位于萨尔茨卡默古特的巴特伊施尔，在皇帝温泉（Kaisertherme）和巴特伊施尔火车站之间。它是上奥地利福音派教会巴特伊施尔区会的七个堂会之一，服务于当地的1350名福音派基督徒。这是一座新哥特式教堂，于1876年至1881年由一个皇家谷仓改建而成。该建筑已列为保护文物。

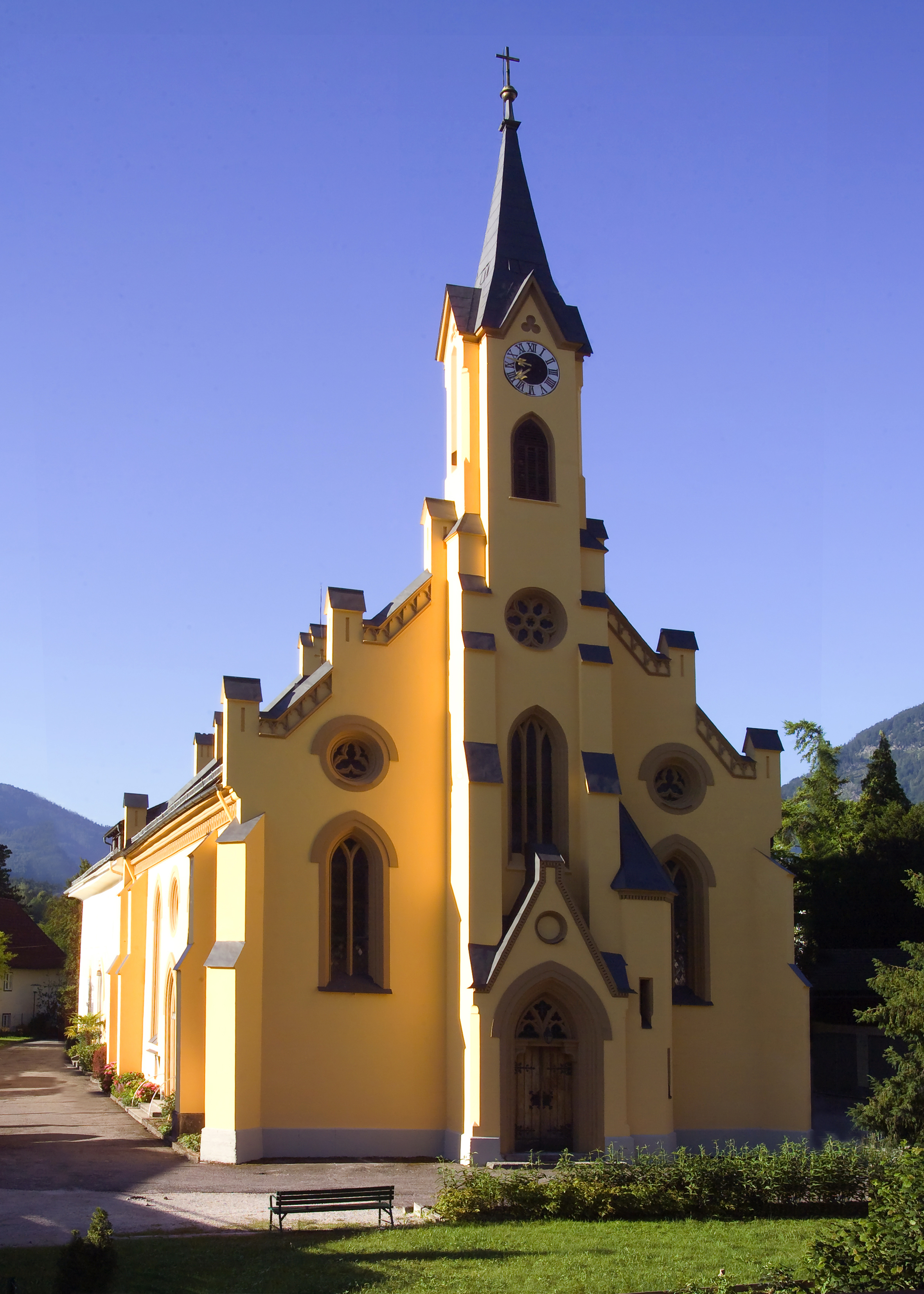
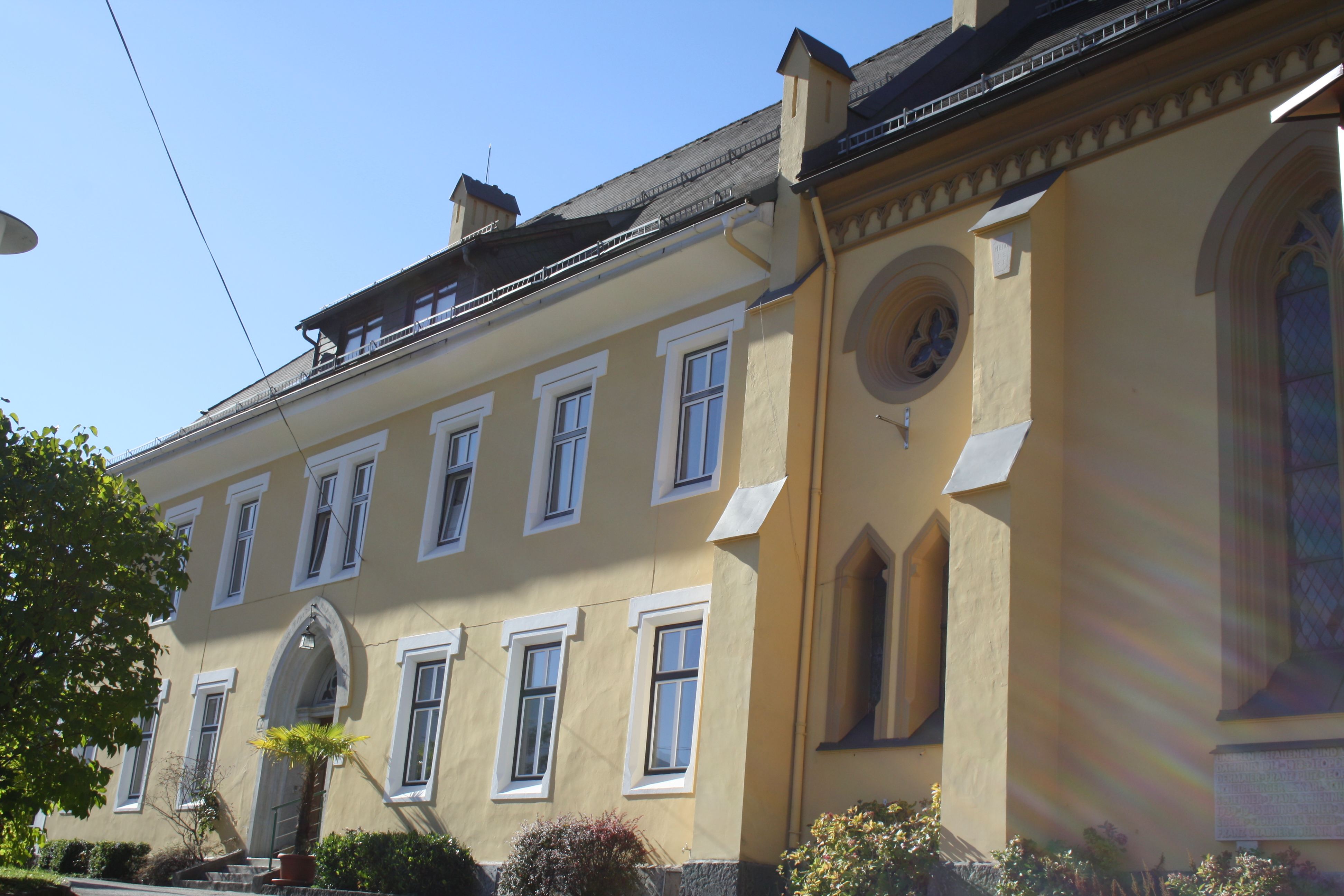
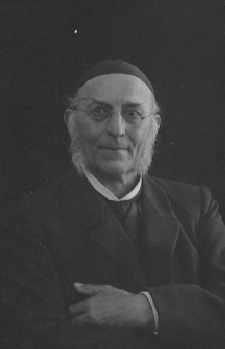
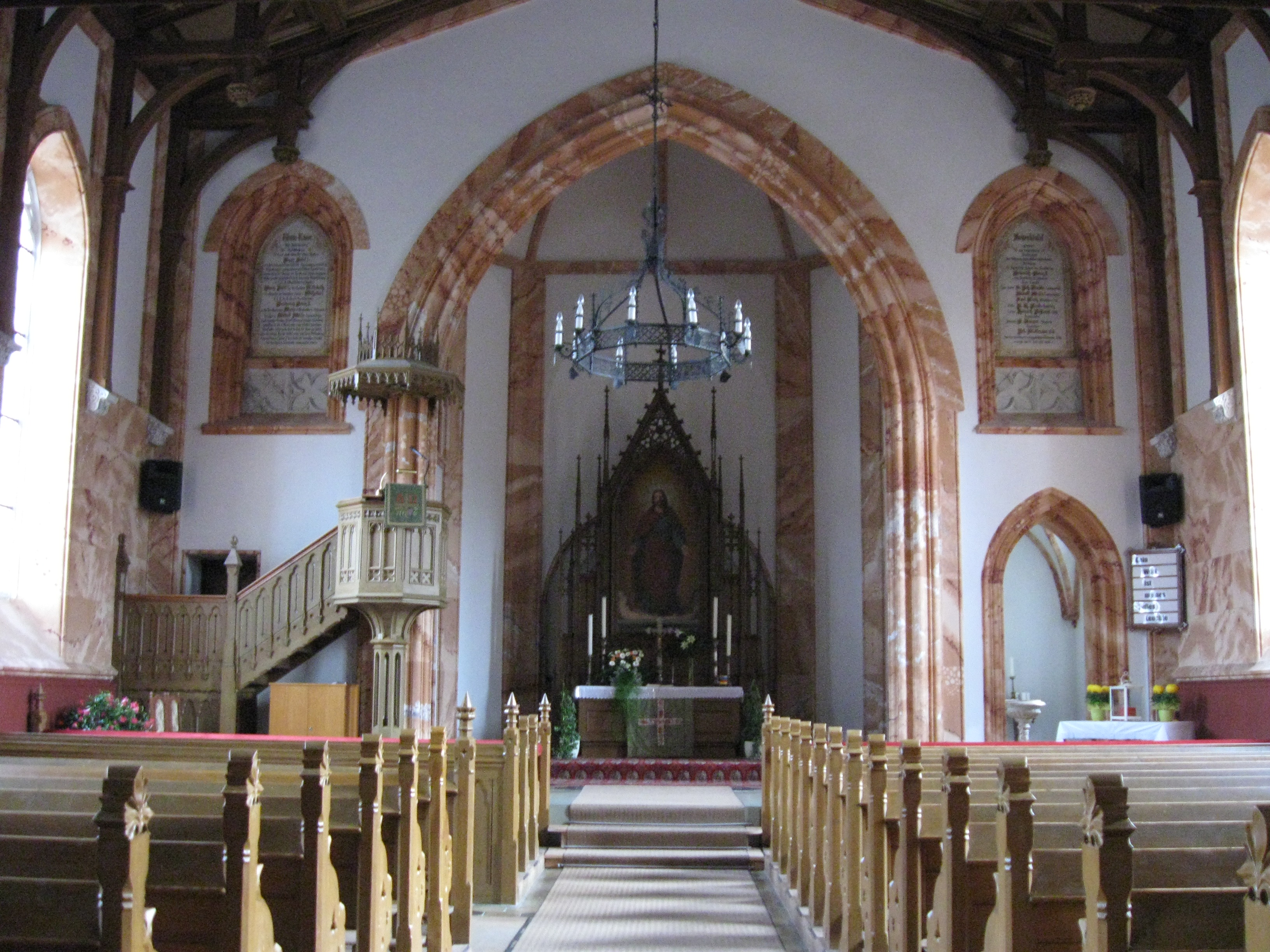
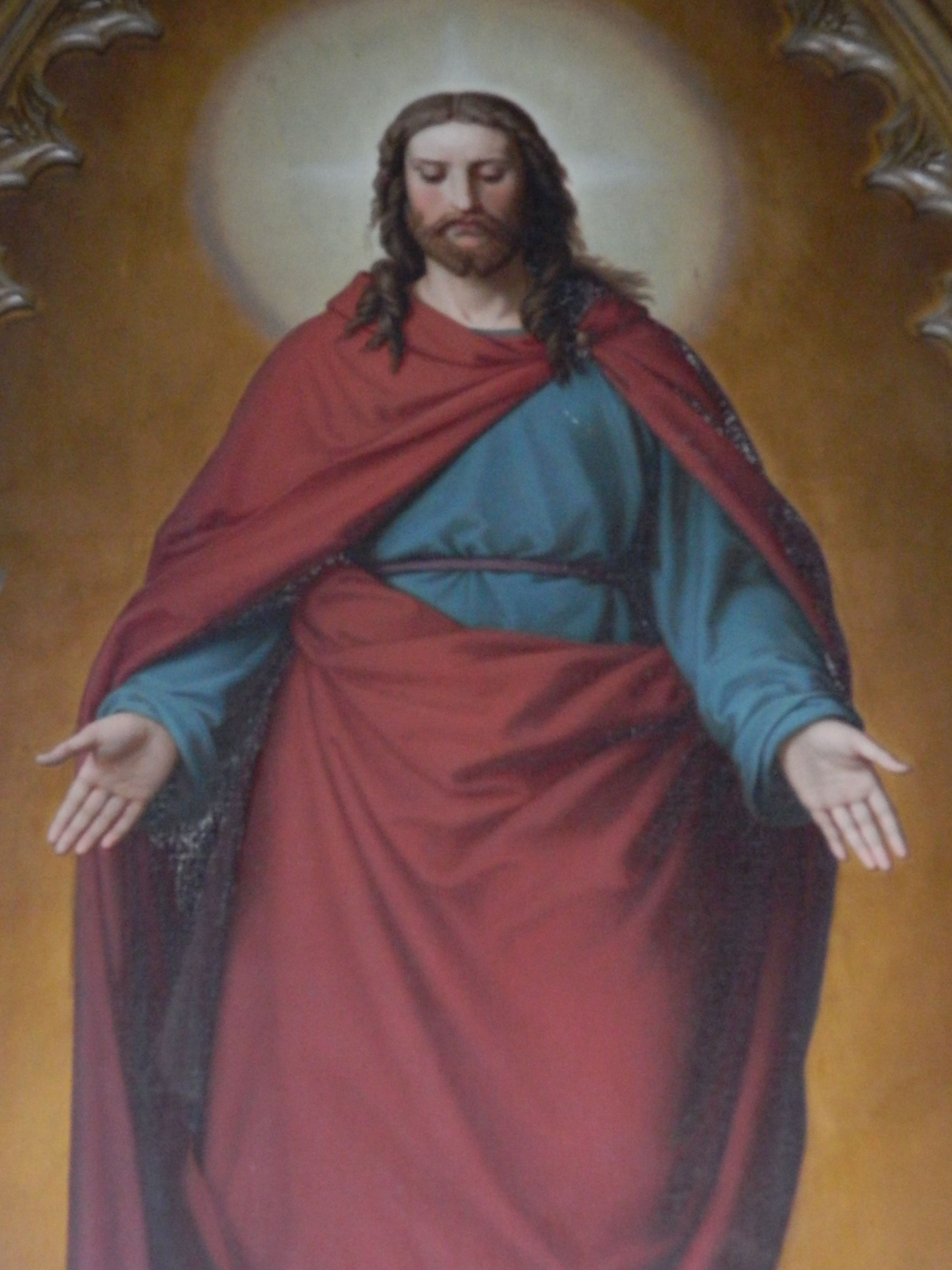
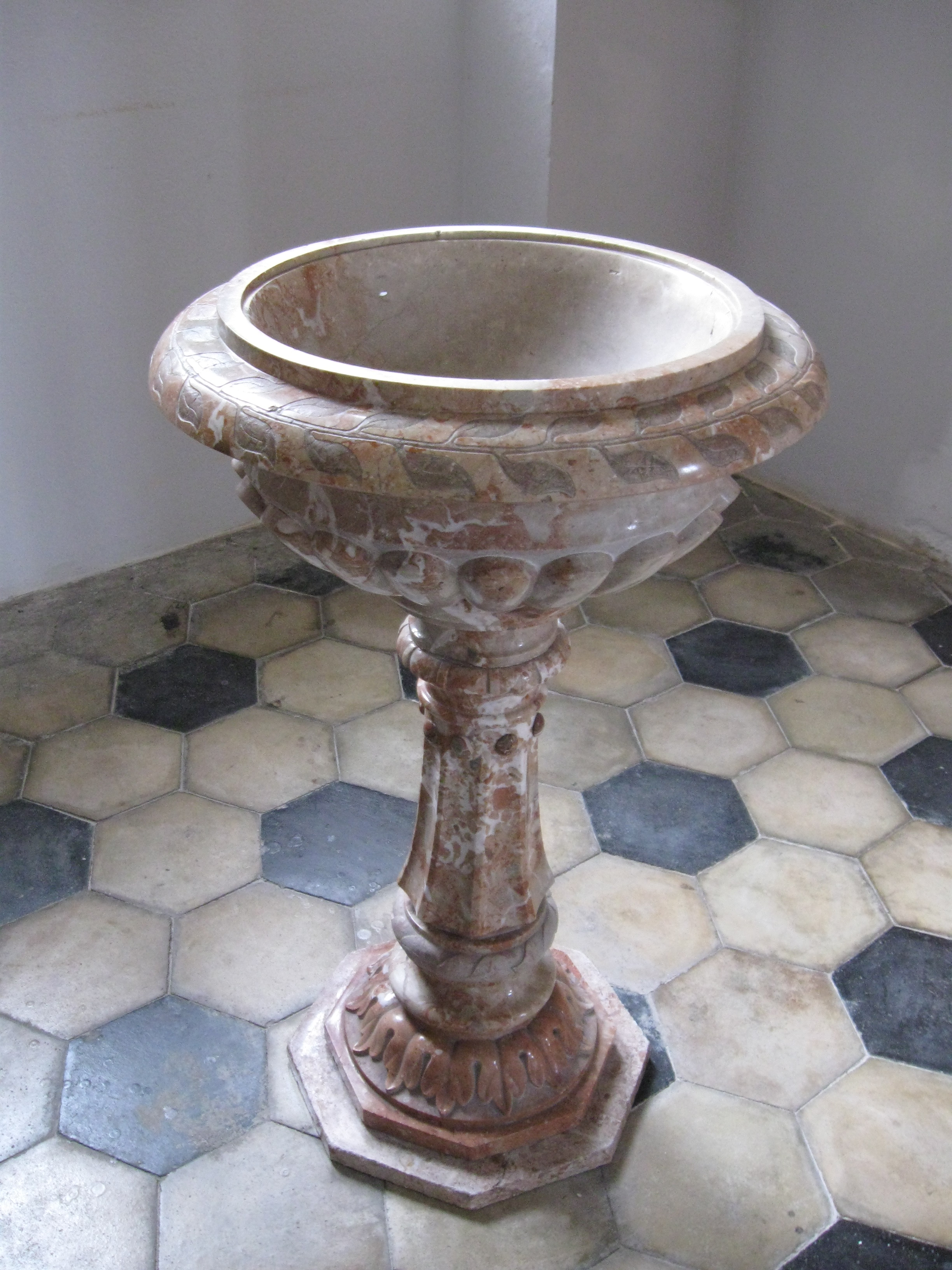
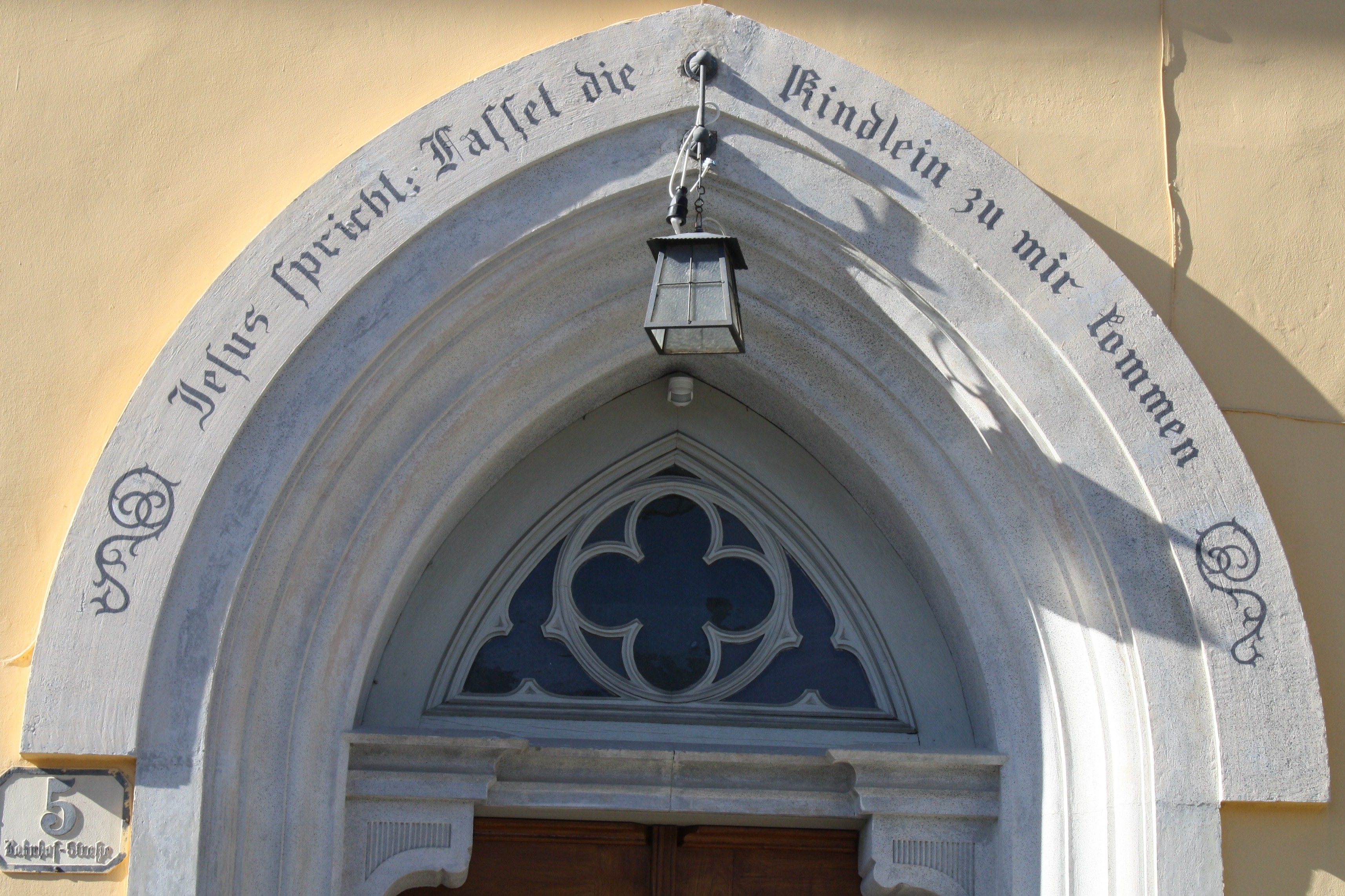
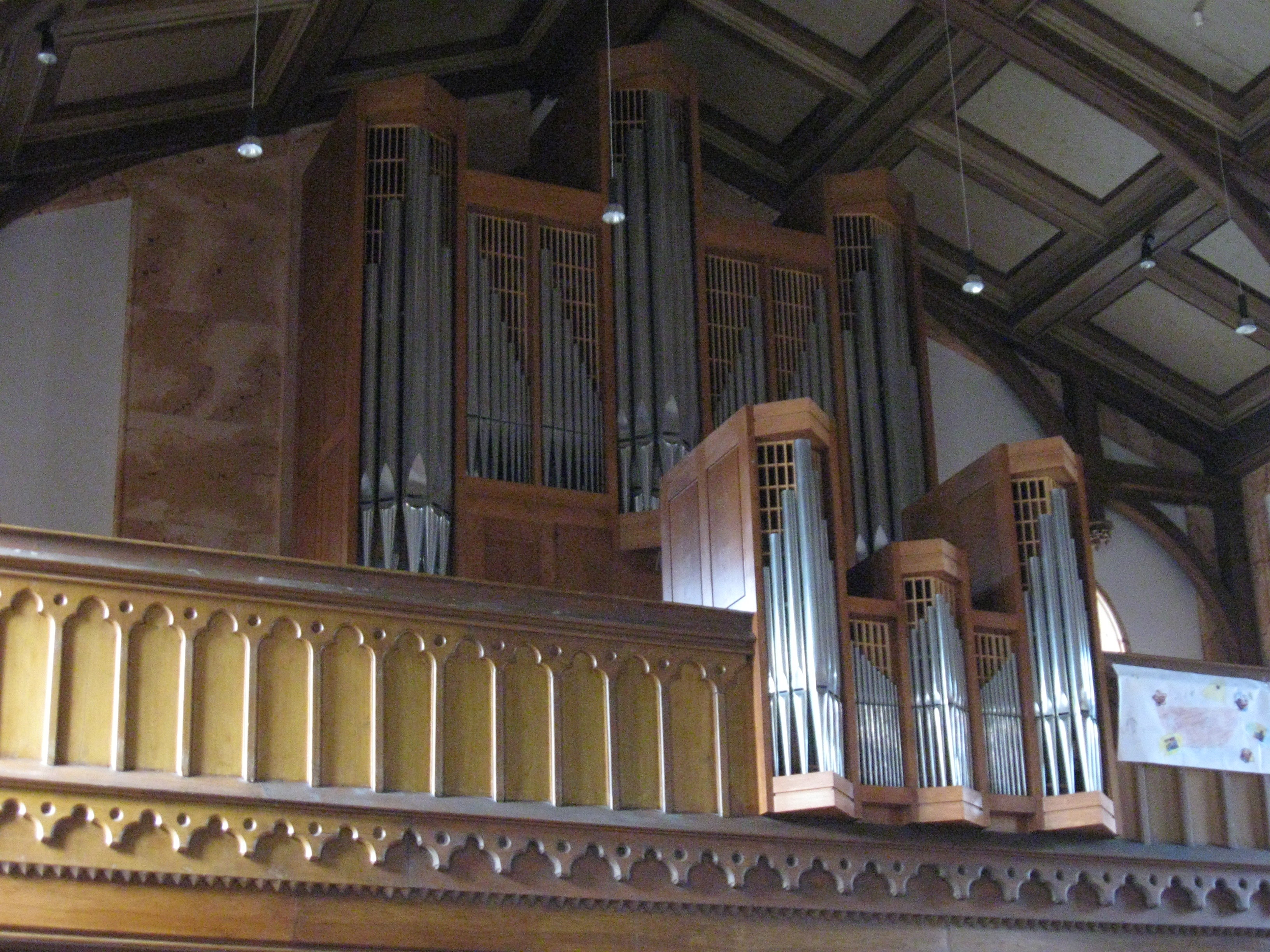